# Ferrari F2012
Ferrari F2012 — гоночный автомобиль с открытыми колёсами разработанный конструкторами команды Scuderia Ferrari для участия в Чемпионате мира сезона 2012 года.

## Презентация
Первоначально презентация нового болида должна была состояться 3 февраля 2012 года в Маранелло, однако из-за сильного снегопада Scuderia Ferrari пришлось отменить официальную часть проведя виртуальную презентацию на сайте команды.
По данным пресс-релиза команды была зафиксирована рекордная посещаемость - более пяти миллионов обращений к сайту всего за десять часов. Наибольшую активность проявили интернет-пользователи Италии, Финляндии и Испании.

## Внешний вид

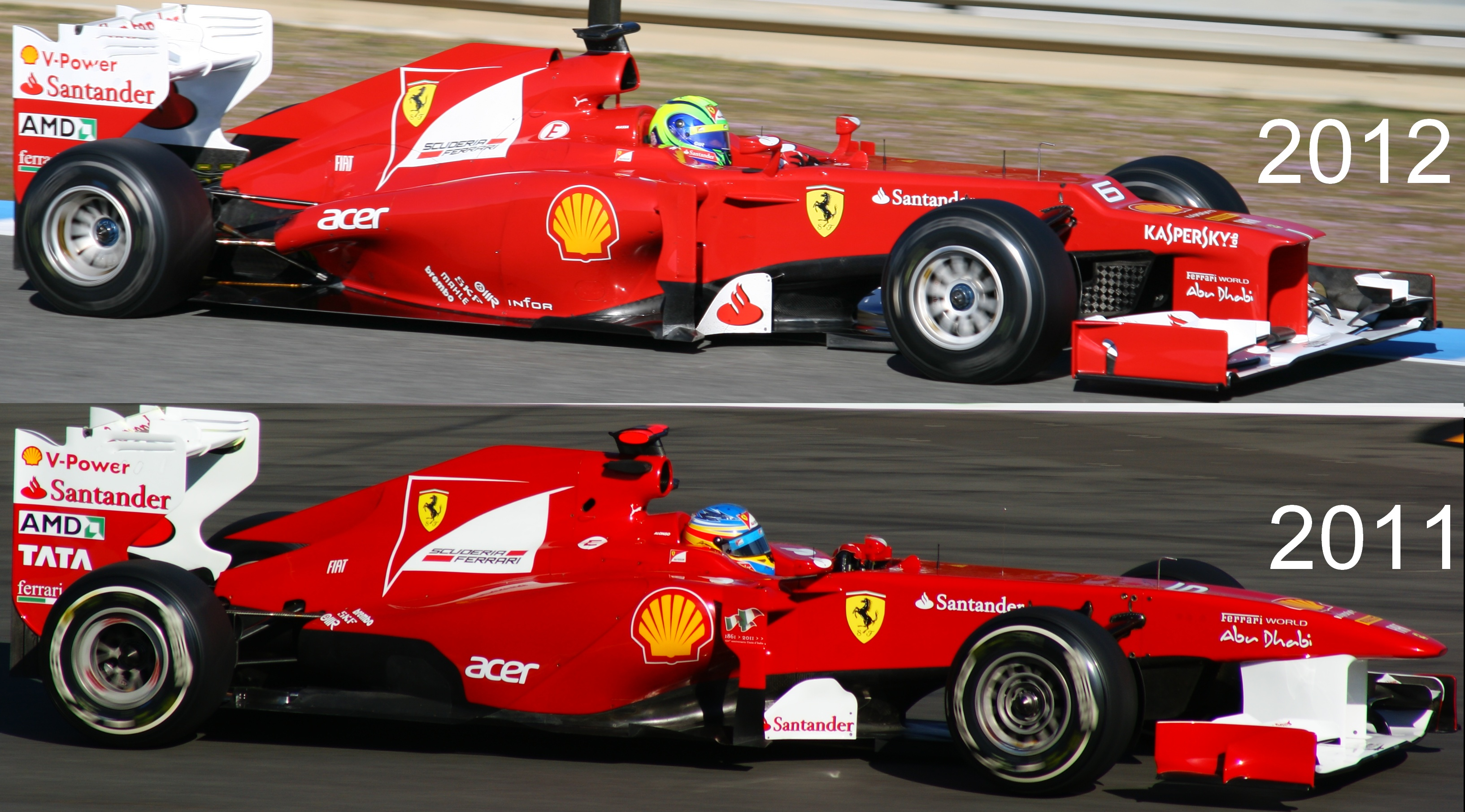
Сравнение автомобилей Ferrari 2011 и 2012 годов

В связи с поправками к техническому регламенту 2012 года, ограничивающими высоту передней секции носового обтекателя, носовая часть нового болида имеет ступенчатую форму. Несмотря на то, что многими комментаторами был отмечен довольно некрасивый, по их мнению, внешний вид нового шасси, главный конструктор Ferrari Николас Томбасис не согласен с такими утверждениями:

В конечном итоге, насколько я понимаю, некрасивая машина – это та, которая не выигрывает гонок, а красивая способна регулярно побеждать. Но сейчас мне хотелось бы верить, что F2012 – прекрасна, и мы ещё вернемся к этому после нескольких первых гонок

Томбасис также отметил, что работы над машиной ещё не окончены, и в оставшееся до начала сезона время ряд аэродинамических составляющих будет улучшен.
На F2012 верхний воздухозаборник имеет дополнительное отверстие для охлаждения коробки передач. Задняя часть боковых понтонов имеет уникальную форму, более расширена, чем на других представленных машинах. Как и на McLaren MP4-27 реализовано специальное отверстие в корпусе для вывода выхлопных газов. Данное решение сначала было подставлено под сомнение, однако затем представители ФИА подтвердили их законность.

## Технические характеристики

### Подвеска
В отличие от 150° Italia, машины 2011 года, в конструкции передней и задней подвески F2012 используются тяги, а не толкатели. Считается, что подобное решение позволяет добиться снижения центра тяжести.

## Мнения пилотов Феррари
Пилоты Ferrari Фернандо Алонсо и Фелипе Масса высоко оценили технические характеристики нового болида. 
По словам Массы он выглядит "очень и очень агрессивно":

Позвольте мне сказать вам что это выглядит очень и очень агрессивно. Это было частью моей мечты. Я знаю, что процесс разработки нового болида требует много мозгового штурма. Мы всегда хотели разрабатывать новые модели, так что я впечатлён новым автомобилем.
Оригинальный текст (англ.)"Let me tell you that it looks really, really aggressive.This was part of my dreams. I know there was quite a lot of brainstorming when it comes to the new car. We always wanted to develop new models so I am impressed with the new car.

## Предсезонные и внутрисезонные тесты
| Результаты, показанные в предсезонных и внутрисезонных тестах | Результаты, показанные в предсезонных и внутрисезонных тестах | Результаты, показанные в предсезонных и внутрисезонных тестах | Результаты, показанные в предсезонных и внутрисезонных тестах | Результаты, показанные в предсезонных и внутрисезонных тестах | Результаты, показанные в предсезонных и внутрисезонных тестах | Результаты, показанные в предсезонных и внутрисезонных тестах | Результаты, показанные в предсезонных и внутрисезонных тестах |
| Сессия                                                        | Дата                                                          | Трасса                                                        | Гонщик                                                        | Позиция (Число участников)                                    | Лучший круг                                                   | Отставание                                                    | Кругов пройдено                                               |
| ------------------------------------------------------------- | ------------------------------------------------------------- | ------------------------------------------------------------- | ------------------------------------------------------------- | ------------------------------------------------------------- | ------------------------------------------------------------- | ------------------------------------------------------------- | ------------------------------------------------------------- |
| 1                                                             | 7 февраля                                                     | трасса Херес Херес-де-ла-Фронтера, Испания                    | Масса                                                         | 9 (12)                                                        | 1:22,815                                                      | +3,145                                                        | 69                                                            |
| 1                                                             | 8 февраля                                                     | трасса Херес Херес-де-ла-Фронтера, Испания                    | Масса                                                         | 7 (12)                                                        | 1:20,454                                                      | +1,893                                                        | 94                                                            |
| 1                                                             | 9 февраля                                                     | трасса Херес Херес-де-ла-Фронтера, Испания                    | Алонсо                                                        | 7 (10)                                                        | 1:20,412                                                      | +2,799                                                        | 67                                                            |
| 1                                                             | 10 февраля                                                    | трасса Херес Херес-де-ла-Фронтера, Испания                    |                                                               |                                                               |                                                               |                                                               |                                                               |
|                                                               |                                                               |                                                               |                                                               |                                                               |                                                               |                                                               |                                                               |
| 2                                                             | 21 февраля                                                    | трасса Каталунья Монтмело, Испания                            |                                                               |                                                               |                                                               |                                                               |                                                               |
| 2                                                             | 22 февраля                                                    | трасса Каталунья Монтмело, Испания                            |                                                               |                                                               |                                                               |                                                               |                                                               |
| 2                                                             | 23 февраля                                                    | трасса Каталунья Монтмело, Испания                            |                                                               |                                                               |                                                               |                                                               |                                                               |
| 2                                                             | 24 февраля                                                    | трасса Каталунья Монтмело, Испания                            |                                                               |                                                               |                                                               |                                                               |                                                               |
|                                                               |                                                               |                                                               |                                                               |                                                               |                                                               |                                                               |                                                               |
| 3                                                             | 1 марта                                                       | трасса Каталунья Монтмело, Испания                            |                                                               |                                                               |                                                               |                                                               |                                                               |
| 3                                                             | 2 марта                                                       | трасса Каталунья Монтмело, Испания                            |                                                               |                                                               |                                                               |                                                               |                                                               |
| 3                                                             | 3 марта                                                       | трасса Каталунья Монтмело, Испания                            |                                                               |                                                               |                                                               |                                                               |                                                               |
| 3                                                             | 4 марта                                                       | трасса Каталунья Монтмело, Испания                            |                                                               |                                                               |                                                               |                                                               |                                                               |
|                                                               |                                                               |                                                               |                                                               |                                                               |                                                               |                                                               |                                                               |
| 4                                                             | 1 мая                                                         | трасса Муджелло Тоскана, Италия                               |                                                               |                                                               |                                                               |                                                               |                                                               |
| 4                                                             | 2 мая                                                         | трасса Муджелло Тоскана, Италия                               |                                                               |                                                               |                                                               |                                                               |                                                               |
| 4                                                             | 3 мая                                                         | трасса Муджелло Тоскана, Италия                               |                                                               |                                                               |                                                               |                                                               |                                                               |

## Результаты в чемпионате мира Формулы-1
| Легенда к таблице |                                                                    |
| --- | ------------------------------------------------------------------ |
| В таблице перечислены результаты всех Гран-при Формулы-1, в которых использовался автомобиль. Строками таблицы являются сезоны, столбцами — этапы чемпионата мира. В каждой клетке указаны сокращённое название этапа и результат, дополнительно обозначенный цветом. Расшифровка обозначений и цветов представлена в нижеследующей таблице. |                                                                    |
| \| Пример \| Описание \| \| ------------ \| ------------------------------------------------------------------ \| \| 1 \| Победитель \| \| 2 \| Второе место \| \| 3 \| Третье место \| \| 5 \| Финишировал, заработав очки \| \| Сход \| Не финишировал, но при этом заработал очки \| \| 12 \| Финишировал, не получив очков \| \| НКЛ \| Финишировал, но не попал в финальную классификацию \| \| 15 \| Участвовал вне зачёта, либо по отдельной классификации \| \| 18 \| Не финишировал, но попал в финальную классификацию \| \| Сход \| Не финишировал \| \| НКВ \| Не прошёл квалификацию \| \| НПКВ \| Не прошёл предквалификацию \| \| ДСК \| Дисквалифицирован \| \| ИСК \| Исключён из протокола соревнований \| \| ТТ \| Заявлен для участия только в тренировках \| \| НС \| Участвовал в квалификации, но не стартовал в гонке \| \| Т \| Травмирован или болен \| \| ОТК \| Отказ от участия \| \| НТР \| Прибыл на соревнования, но на трассу не выезжал \| \| НПР \| Был заявлен в числе участников, но не прибыл к началу соревнований \| \| О \| Соревнования отменены \| \| \| Не участвовал \| \| Поул-позиция \| \| \| Быстрый круг \| \| |                                                                    |
| Пример | Описание                                                           |
| 1 | Победитель                                                         |
| 2 | Второе место                                                       |
| 3 | Третье место                                                       |
| 5 | Финишировал, заработав очки                                        |
| Сход | Не финишировал, но при этом заработал очки                         |
| 12 | Финишировал, не получив очков                                      |
| НКЛ | Финишировал, но не попал в финальную классификацию                 |
| 15 | Участвовал вне зачёта, либо по отдельной классификации             |
| 18 | Не финишировал, но попал в финальную классификацию                 |
| Сход | Не финишировал                                                     |
| НКВ | Не прошёл квалификацию                                             |
| НПКВ | Не прошёл предквалификацию                                         |
| ДСК | Дисквалифицирован                                                  |
| ИСК | Исключён из протокола соревнований                                 |
| ТТ | Заявлен для участия только в тренировках                           |
| НС | Участвовал в квалификации, но не стартовал в гонке                 |
| Т | Травмирован или болен                                              |
| ОТК | Отказ от участия                                                   |
| НТР | Прибыл на соревнования, но на трассу не выезжал                    |
| НПР | Был заявлен в числе участников, но не прибыл к началу соревнований |
| О | Соревнования отменены                                              |
| | Не участвовал                                                      |
| Поул-позиция |                                                                    |
| Быстрый круг |                                                                    |

| Сезон | Команда          | Двигатель          | Ш | Пилоты          | 1    | 2   | 3   | 4   | 5   | 6   | 7   | 8   | 9   | 10  | 11  | 12   | 13  | 14  | 15   | 16  | 17  | 18  | 19  | 20  | Место | Очки |
| ----- | ---------------- | ------------------ | - | --------------- | ---- | --- | --- | --- | --- | --- | --- | --- | --- | --- | --- | ---- | --- | --- | ---- | --- | --- | --- | --- | --- | ----- | ---- |
| 2012  | Scuderia Ferrari | Ferrari 056 2,4 V8 | P |                 | АВС  | МАЛ | КИТ | БАХ | ИСП | МОН | КАН | ЕВР | ВЕЛ | ГЕР | ВЕН | БЕЛ  | ИТА | СИН | ЯПО  | КОР | ИНД | АБУ | США | БРА | 2     | 400  |
| 2012  | Scuderia Ferrari | Ferrari 056 2,4 V8 | P | Фернандо Алонсо | 5    | 1   | 9   | 7   | 2   | 3   | 5   | 1   | 2   | 1   | 5   | Сход | 3   | 3   | Сход | 3   | 2   | 2   | 3   | 2   | 2     | 400  |
| 2012  | Scuderia Ferrari | Ferrari 056 2,4 V8 | P | Фелипе Масса    | Сход | 15  | 13  | 9   | 15  | 6   | 10  | 16  | 4   | 12  | 9   | 5    | 4   | 8   | 2    | 4   | 6   | 7   | 4   | 3   | 2     | 400  |